# 野田城、福島城之戰
野田、福島城之戰是織田信長聯合將軍足利義昭元龜元年（1570年）8月跟三好長逸、三好康長等三好家勢力爆發的戰事，期間因為本願寺顯如起兵支援三好氏，朝倉義景與淺井長政也針對發兵攻打琵琶湖西岸的織田家城池，織田信長撤退轉往對抗朝倉、淺井聯軍。

## 戰況
元龜元年（1570年）6月，織田信長在近江擊敗朝倉、淺井兩家後回歸岐阜城（姊川之戰），先前被織田信長擊敗而退往阿波國的三好康長跟三好政康在7月25日時聯合三好長逸、細川昭元、篠原長房，拉攏先前投降織田信長、足利義昭的岩成友通跟紀伊國雜賀眾中的鈴木孫市，跟齋藤龍興、長井道利君臣，聚集1.3萬人出兵河內、攝津，在野田、福島一帶築城。由於筒井順慶也呼應三好方的動作起兵攻打十市城，所以松永久秀、松永久通父子聞訊後也在信貴山城守備。
三好方在8月9日以安宅信康跟池田豐後守攻打伊丹城，但因為池田勝正的馳援，安宅信康戰敗退往尼崎，8月17日時三好康長、三好政康領兵攻打古橋城，畠山昭高跟三好義繼各派遣150人，以300人鎮守古橋城，但仍被三好方攻陷，陣亡216人。而織田信長聽說三好家在起後，也集合3萬人出兵救援。
8月20日，織田信長發兵從岐阜城出發，在20日抵達横山城，22日進入長光寺城，23日時至京都本能寺居住兩日後，在25日越過淀川進入河內國招提寺佈陣。織田軍於隔日包圍了三好方的野田、福島兩城，並在統領全軍在天滿森、川口、渡邊、神崎、上難波、下難波等地構建陣地。畠山昭高、三好義繼、松永久秀、和田惟政、池田勝正、伊丹親興等也領兵來會合。
當時三好方的細川昭元、三好長逸、三好康長、安宅信康、十河存保、篠原長房、岩成友通、香西佳清、三好政勝聯合齋藤龍興、長井道利率領8000人籠城對抗織田軍的攻擊，但城中的香西佳清跟三好政勝兩人卻成為織田方的内應，試圖引領織田軍攻入城中，但因為城內警備森嚴而無法成事，兩人遂在８月28日，從城中脱出奔往天王寺投效織田家。
9月3日時將軍足利義昭移動到攝津中島城的細川藤賢居城，８日時大坂西邊十町的樓岸邊建造新砦，安排齋藤長龍、稻葉一鐵跟中川重政三人入守，川口方面也新築城池，安排平手監物、平手汎秀、水野監物、佐佐成政。9月5日時，松永久秀轉往攻打筒井方的片岡城，城主片岡春之戰敗後逃往達摩寺。8日時，松永久秀跟三好義繼也攻陷了攝津的海老江。
9日時織田信長將本陣移往天滿森，翌日在敵城周圍的堀填草掩埋，12日時足利義昭跟織田信長將本陣移往野田、福島北邊十町的海老江，開始發動總攻擊，步卒趁夜作業構築土手，弓箭跟火绳枪一齊射击，先陣士兵爭先攻打城池的塀際，同時也有畠山氏派遣紀伊國的2萬根來眾、雜賀眾、湯川眾前來遠里小野、住吉、天王寺布陣，帶來3000挺火绳枪支援織田軍，攻守雙方以火绳枪不分晝夜地互相射擊。同時，播磨的別所長治亦領兵加入織田方的陣營，織田軍總數達到6萬。
野田、福島兩城在持續作戰下深感疲弊，因此遣使和織田信長交渉，希望雙方和睦罷戰，但被織田信長拒絕，執意要殲滅守城兵。結果本願寺顯如就在13日晚間蜂起加入三好方，對樓岸砦跟川口砦用火绳枪攻擊，雙方進入交戰狀態，顯如更傳書給近江、讚岐、筑後等各地信徒表示跟織田信長為敵之意，本願寺顯如號昭的一向一揆，人數多達5萬之眾。
翌14日，一向一揆正式從大坂出動進襲天滿森，織田軍也渡川反擊，兩軍在淀川堤激戰，織田軍第一隊的佐佐成政在混戰中手部負傷而退卻，第二隊的前田利家由中間發動攻擊，右邊是弓眾的中野又兵衛，左邊則是野村越中、湯淺甚助、毛利秀賴、兼松正吉，此外林新三郎、井上才介、野野村秀成、福富平左衛門。毛利秀賴、兼松正吉雖殺死下間丹後配下的長末新七郎，但野村越中也在交戰中被一名常陸的浪人下間某殺死。織田軍幾近敗退，但在前田利家的奮戰下，他一人持槍守堤上迎敵，在中野又兵衛、湯淺甚助、毛利秀賴回援後，殺死數十人，阻斷一向一揆的追擊，雙方各自歸陣，一向一揆方陣亡60人。殺死野村越中的常陸浪人也因功獲得百枚銀子的賞賜。
趁著織田信長在攝津國與三好長逸、一向一揆對峙之時，朝倉義景跟淺井長政也在9月16日時聯合起兵進攻織田方的宇佐山城，雖然城池並未失陷，但城將森可成跟援軍織田信治、青地茂綱戰死，淺井、朝倉聯軍至馬場、松本一帶放火，將軍足利義昭在20日請動權大納言山科言繼跟權中納言柳原淳光出面，希望勸退本願寺顯如，卻被顯如拒絕。
淺井、朝倉聯軍21日時又越過逢坂，到京都附近的醍醐、山科放火此一消息在22日時傳至織田軍在攝津中島的陣營，織田信長於23日安排和田惟政跟柴田勝家擔任殿軍。退路中的江口川是宇治川、淀川的支流，水量甚多。一向一揆趁著織田軍退卻伺機奪取沿岸渡河的船隻，並對織田軍發起攻擊，但全被柴田勝家擋下擊破而四散，織田信長在親自策馬確認水勢後，選定川流較淺之處躍馬而行，帶領織田軍渡川撤退，就在織田軍撤退後，織田方渡過江口川的淺灘，水勢在隔日又增漲，使徒步過河變得很困難。在織田信長撤軍後，畠山昭高、三好義繼、松永久秀、根來眾等各自歸陣。
織田信長在護送將軍足利義昭回歸京都後，隨即發兵往大津要抵抗朝倉、淺井聯軍，柴田勝家希望織田信長在京都多停留一段時間安定京都人心，但織田信長不聽直接領軍前往大津，柴田勝家便自行前往京都，在大街上號召京都的武士參加織田家對朝倉、淺井聯軍的戰事，柴田勝家此舉也獲得織田信長讚賞。
就在織田信長跟朝倉、淺井聯軍於比叡山對峙期間（志賀之陣），三好方也持續跟織田家在近畿的勢力交戰，9月25日時，松永久秀跟三好義繼也以5000兵力在信貴山城，與三好三人眾、一向一揆對峙，而三好長治跟篠原長房從阿波帶2萬兵力在9月底抵達攝津中島，和三好三人眾會師後兵力達到3萬，隨後又招募浪人，使兵力增加到4萬，但阿波援軍也有僅5000人的說法。
三好長治跟篠原長房於9月28日時攻打織田方的尼崎城，城將河原林三河守戰死，本願寺顯如也跟渡海而來的篠原長房正式締結盟約，三好三人眾趁機在野田、福島砦進行補修增固，並招集浪人在河內、攝津各地示威。高屋城的畠山昭高、若江城的三好義繼、交野城的安見右近以及伊丹、塩河、茨木、高槻各城也都增強防備，和田惟政也率領畿內眾在各地陣所強化守備。
10月5日時，三好三人眾出兵攻打畠山昭高的高屋城，但在古市西口、加留墓南表等地遭到畠山家臣遊佐信教領兵擊退。10月22日時，一向一揆也攻陷御牧城，卻又反被細川藤孝聯合和田惟政、一色藤長，以細川家臣松井康之為先鋒攻擊御牧城，順利擊退一向一揆，奪回御牧城，此戰中織田信長也派遣木下藤吉郎支援，本願寺顯如親自攻打高屋城失敗、三好長逸攻打烏帽子形城也被畠山高政擊敗，陣亡180人。10月30日時青蓮院門跡尊朝法親王也出面勸說本願寺顯如和織田信長和談。
11月12日時，原先跟織田信長為敵的三好三人眾經由松永久秀的仲介，雙方開始進行和談，並在11月21日正式議和，織田信長隨後在12月7日跟篠原長房交涉議和，由於三好三人眾都跟織田家和談，在11月22日達成和談。